# آرتور آرنولد بارت
آرتور آرنولد بارت (انگلیسی: Arthur Barrett; ۳ june ۱۸۵۷ – ۲۰ اکتبر ۱۹۲۶) فرد نظامی اهل پادشاهی متحد بریتانیای کبیر و ایرلند بود. وی همچنین برندهٔ جوایزی همچون نشان امپراتوری بریتانیا و نشان سلطنتی ویکتوریایی شده‌است.